# 塚田千裕
塚田 千裕（つかだ ちひろ、1938年11月23日 - 2022年8月3日）は、元ブラジル駐箚特命全権大使、元迎賓館館長。埼玉県出身。

## 来歴
埼玉県に生まれる。埼玉県立熊谷高等学校、東京大学法学部卒業。1977年、在ブラジル日本国大使館（一等書記官、参事官）。
1981年、外務省経済局調査官、外務省中南米局中南米第一課長。1983年、大蔵省国際金融局外資課長。
1985年、在オーストリア日本国大使館公使、国際原子力機関総会日本政府代表代理。
1987年、在リオデジャネイロ日本国総領事館（総領事）。1989年、コロンビア国駐箚特命全権大使。
1993年、法務省入国管理局長。1995年からブラジル国駐箚特命全権大使。1998年に外務省を退職し、迎賓館長に就任。
2005年からは海外日系人協会の理事長に就任。
2008年のブラジル日本移民百周年の際は同理事長として当地の式典に出席していた。
2012年、瑞宝重光章受賞。2022年、叙従三位。